# 700 Auravictrix
700 Ауравіктрікс (700 Auravictix) — астероїд головного поясу, відкритий 5 березня 1910 року.